# Рюмийи-Вальер
«Рюмийи-Вальер» (фр. Groupement Football Albanais Rumilly-Vallières) — французский футбольный клуб из города Рюмийи в Верхней Савойе. Клуб был основан в 1932 году. Традиционный цвет команды — тёмно-синий. Свои домашние матчи клуб проводит на стадионе Стад де Гранжет, который насчитывает 2100 посадочных мест.

## История клуба
Клуб был основан в 1932 году как «КС Рюмийи». В 1942 году «КС Рюмийи» присоединил к себе «ФК Рюмийи» — футбольное отделение городской регбийной команды. Объединённый клуб получил название «ФКС Рюмийи». В 1956 году команда начала играть на стадионе Стад де Гранжет. На протяжении долгого времени «ФКС Рюмийи» играл на региональном уровне. В сезоне 1988/89 он выиграл Региональную лигу и вышел в четвёртый дивизион. В сезоне 1990/91 клуб занял там второе место и поднялся в третий дивизион, однако сразу же понизился в классе. В дальнейшем «ФКС Рюмийи» балансировал между четвёртой и региональной лигами. В 2018 году клуб поглотил соседнюю команду «Вальер» и с тех пор выступает под названием «Рюмийи-Вальер». Руководить объединённой командой стал консорциум из четырёх человек. В сезоне 2019/20 из-за пандемии COVID-19 «Рюмийи-Вальер» был признан досрочным победителем Насьональ 3 и получил повышение в Насьональ 2.
В сезоне 2020/21 «Рюмийи-Вальер» провёл крайне успешную кампанию в кубке Франции: начав с первого раунда, клуб добрался до полуфинала турнира, одолев шестерых соперников (трёх из них — по пенальти). В четвертьфинале команда одолела «Тулузу» со счётом 2:0. После этого матча спортивная газета «L’Équipe» писала, что игроки «Рюмийи-Вальер» совершили «великий подвиг». За эту кубковую кампанию клуб заработал 587 500 евро — более пятидесяти процентов своего годового бюджета. Правление планирует инвестировать заработанные средства в развитие клубной инфраструктуры.

## Прежние названия
- 1932—1942 — «КС Рюмийи» (фр. Club Sportif Rumillien)
- 1942—2018 — «ФКС Рюмийи» (фр. Football Club Sportif de Rumilly)
- 2018—н. в. «Рюмийи-Вальер» (фр. Groupement Football Albanais Rumilly-Vallières)

## Достижения
- Победитель Насьональ 3 (1): 2019/20
- Победитель Региональной лиги (1): 1988/89
- Полуфиналист кубка Франции (1): 2020/21